# La Encarnación, Guanajuato
La Encarnación är en ort i Mexiko.   Den ligger i kommunen Acámbaro och delstaten Guanajuato, i den södra delen av landet, 170 km väster om huvudstaden Mexico City. La Encarnación ligger 1 913 meter över havet och antalet invånare är 803.
Terrängen runt La Encarnación är kuperad åt sydost, men åt nordväst är den platt. Runt La Encarnación är det ganska tätbefolkat, med 75 invånare per kvadratkilometer. Närmaste större samhälle är Acámbaro, 10,2 km sydväst om La Encarnación. Trakten runt La Encarnación består till största delen av jordbruksmark.